# Kościół Najświętszej Maryi Panny Częstochowskiej w Łomży
Kościół Najświętszej Maryi Panny Częstochowskiej w Łomży – rzymskokatolicki kościół parafialny należący do parafii pod tym samym wezwaniem (dekanat Łomża – św. Brunona diecezji łomżyńskiej).
Jest to świątynia wzniesiona w latach 1996–1997 dzięki staraniom księdza Henryka Jankowskiego, proboszcza parafii św. Brunona w Łomży, przy współpracy wikariusza księdza Eugeniusza Sochackiego. Budowla została konsekrowana 17 sierpnia 1997 roku przez biskupa łomżyńskiego Stanisława Stefanka. W tym samym dniu została erygowana przy świątyni parafia.